# Esqui estilo livre nos Jogos Olímpicos de Inverno de 2022 - Aerials misto
A competição do aerials misto do esqui estilo livre nos Jogos Olímpicos de Inverno de 2022 ocorreu no dia 10 de fevereiro no Parque de Neve Genting, em Zhangjiakou.

## Medalhistas
|  | USA Estados Unidos                                    |  | CHN China                          |  | CAN Canadá                                 |
|  | Ashley Caldwell Christopher Lillis Justin Schoenefeld |  | Xu Mengtao Jia Zongyang Qi Guangpu |  | Marion Thénault Miha Fontaine Lewis Irving |

## Resultados
| Pos.              | Bib           | País                                                                     | Final 1                     | Final 2                    |
| ----------------- | ------------- | ------------------------------------------------------------------------ | --------------------------- | -------------------------- |
| Medalha de ouro   | 2 2–1 2–2 2–3 | USA Estados Unidos Ashley Caldwell Christopher Lillis Justin Schoenefeld | 330.55 104.31 101.81 124.43 | 338.34 88.86 135.00 114.48 |
| Medalha de prata  | 1 1–1 1–2 1–3 | CHN China Xu Mengtao Jia Zongyang Qi Guangpu                             | 336.89 94.01 124.78 118.10  | 324.22 106.03 96.02 122.17 |
| Medalha de bronze | 5 5–1 5–2 5–3 | CAN Canadá Marion Thénault Miha Fontaine Lewis Irving                    | 326.94 93.06 113.97 119.91  | 290.98 62.74 116.48 111.76 |
| 4                 | 3 3–1 3–2 3–3 | SUI Suíça Alexandra Bär Pirmin Werner Noé Roth                           | 300.62 65.83 128.00 106.79  | 276.01 57.01 109.00 110.00 |
| 5                 | 4 4–1 4–2 4–3 | ROC Liubov Nikitina Ilya Burov Stanislav Nikitin                         | 295.97 79.66 97.28 119.03   | DNQ                        |
| 6                 | 6 6–1 6–2 6–3 | BLR Bielorrússia Hanna Huskova Stanislau Hladchenko Maxim Gustik         | 273.67 84.73 89.92 99.12    | DNQ                        |

Legenda
| Recorde mundial      | Recorde mundial (World record)               |                       | Recorde africano                      | Recorde africano (African) |                                           | Q | Classificado por posição (Qualified) |
| Recorde olímpico     | Recorde olímpico (Olympic record)            | Recorde da América    | Recorde da América (Americas)         | q                          | Classificado por melhor tempo (Qualified) |   |                                      |
| Melhor marca do ano  | Melhor marca do ano (World leading)          | Recorde asiático      | Recorde asiático (Asian)              | DNS                        | Não largou (Did not start)                |   |                                      |
| Recorde nacional     | Recorde nacional (National record)           | Recorde europeu       | Recorde europeu (European)            | DNF                        | Não terminou (Did not finish)             |   |                                      |
| Recorde pessoal      | Recorde pessoal do atleta (Personal best)    | Recorde da Oceania    | Recorde da Oceania (Oceania)          | DSQ / DQ                   | Desclassificado (Disqualified)            |   |                                      |
| Recorde da temporada | Recorde da temporada do atleta (Season best) | Recorde sul-americano | Recorde sul-americano (South America) | NM                         | Sem marca (No mark)                       |   |                                      |